# Flottilles de réserve côtières
Les flottilles de réserve côtières sont des unités de la Marine nationale française mise sur pied à partir de 2024, dans le cadre de la loi de programmation militaire 2024-2030. Entièrement composées de réservistes opérationnels, leur objectif est de « renforcer l'empreinte littorale » de la Marine, en métropole et en outre-mer, avec des emprises localisées à l'extérieur des grands ports militaires. En métropole, il y a trois flottilles constituées de dix escouades, une sur chaque façade maritime, mais il existe aussi des escouades autonomes en outre-mer.

## Historique
La loi de programmation militaire 2024-2030 prévoit un doublement des effectifs des réserves de toutes les forces armées, ce qui permet à la Marine nationale de passer de six mille à douze mille réservistes et de créer ces nouvelles unités,,.
En 2024, l'état-major de la flottille de l'Atlantique est formé à Brest avec deux escouades à La Rochelle et Bayonne,,,,,. En 2025, elle recevra trois escouades supplémentaires, en même temps que verront le jour la flottille de la Méditerranée avec deux escouades ainsi que les escouades des Antilles et de Nouvelle-Calédonie. La flottille de la Manche et de la mer du Nord doit être crée en 2026,.
Entre le 12 mai et le 15 juin 2025, la flottille de l'Atlantique participe à la seconde édition de l'exercice POLARIS. C'est la première fois qu'une flottille de réserve côtière est impliquée dans une préparation opérationnelle à la haute intensité.

## Missions
Les flottilles de réserve côtières viennent renforcer la posture permanente de sauvegarde maritime (PPSM). Elles sont employées pour des missions relevant à la fois de la défense maritime du territoire (DMT) et de l'action de l'État en mer (AEM). Elles jouent donc entre autres un rôle de garde-côtes, et participent au développement des bonnes pratiques en mer au profit des différents acteurs du milieu incluant le volet de la protection de l’environnement. Elles font de l’observation, du renseignement et du contrôle, mais ne peuvent pas infliger d'amendes elle-même ou intervenir sur les délits. Elles peuvent être mobilisées ponctuellement pour renforcer des dispositifs de sûreté en mer comme à terre.
Placées sous le contrôle opérationnel des commandants de zone maritime, les flottilles de réserve côtières opèrent en lien avec les unités de la Marine, la chaîne sémaphorique et avec les administrations ou organismes partenaires (douanes, SNSM, gendarmerie maritime, CROSS et BSL).
D'un point de vue militaire, elles contribuent à la protection des installations et des unités de la marine, et participent à des exercices avec des unités d'active de la marine,.
Les effectifs et les moyens capacitaires des flottilles de réserve côtières constituent également un réservoir de force au profit des unités d’active de la Marine, en cas de crise. Elles participent enfin aux efforts de recrutement et de rayonnement de la Marine.
Les déploiements se font selon un calendrier d’activités planifiées en fonction de la disponibilité des équipages ou en fonction des missions à réaliser.

## Effectifs et moyens

### Effectifs
Les flottilles de réserve côtières sont dirigées par des états-majors de 130 marins encadrant le fonctionnement organique de dix escouades de 70 marins, implantées dans des ports répartis le long du littoral, en dehors des bases navales actuelles. Elles sont rattachées à chacun des trois arrondissements maritimes métropolitains : Méditerranée, Atlantique, ainsi que Manche et mer du Nord. Six escouades complémentaires sont déployées outre-mer : à La Réunion, à Mayotte, en Guyane, aux Antilles, en Nouvelle-Calédonie et en Polynésie française. Les réservistes les composant sont issus à la fois de la réserve opérationnelle de premier niveau (RO1, civils engagés sous contrat) et de deuxième niveau (anciens militaires sous obligation de disponibilité),,,,.
Leur montée en puissance d'ici à 2030 doit porter leurs effectifs globaux à trois mille marins.

### Moyens
Les escouades sont équipées d’embarcations semi-rigides de moins de huit mètres (de type Zodiac ou Sillinger), leur permettant de naviguer jusqu'à six nautiques des côtes et sur une distance de soixante nautiques. Des 4×4 avec une remorque permettent d’assurer la mobilité terrestre du bateau qui peut être ainsi mis à l’eau et récupéré depuis des sites sommaires. Un micro-drone Parrot permet aux équipages de couvrir plus efficacement leurs zones d’opération,,,,. Elles sont capables d’être projetées par voies routière, maritime voire aérienne.